# Neskenpilgynlagune

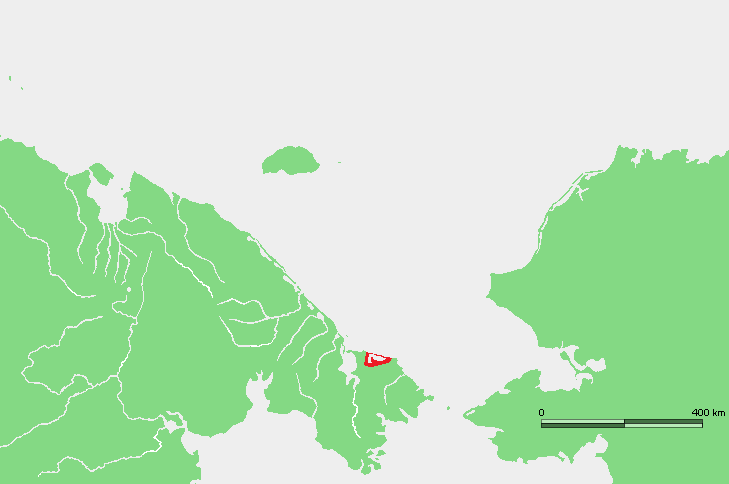
Locatie binnen Tsjoekotka

De Neskenpilgynlagune (Russisch: Лагуна Нэскэнпильгын) is een ondiepe lagune aan de zuidwestelijke kust van de Tsjoektsjenzee in de Russische autonome okroeg Tsjoekotka. De ingang naar de lagune bevindt zich op 68 kilometer ten oosten van de Koljoetsjinbaai en staat aan noordzijde in directe verbinding met de zee via een ongeveer 800 meter brede doorgang. De lagune steekt ongeveer 25 kilometer het binnenland in. Het bestaat uit een ongeveer 40 kilometer lang kustmeer parallel aan de kust en een ongeveer 17 kilometer lang kustmeer dat hier haaks op staat in de richting van het zuidwesten. Beiden zijn verbonden via een nauwe doorgang (tot 330 meter breed). Ongeveer 25 kilometer ten westen van de lagune bevindt zich Kaap Serdtse-Kamen. De lagune is het grootste deel van het jaar bevroren.
Aan kustzijde bevinden zich aan west- en oostzijde twee smalle schoorwallen. Op de oostelijke schoorwal ligt aan het uiteinde het Tsjoektsjendorpje Nesjkan, ten westen waarvan zich Kaap Nesjkan bevindt, die het oostpunt van de monding vormt. Op 2 kilometer en noorden van deze schoorwal ligt het eilandje Idlidlja.
De lage -op plekken steile- oevers zijn begroeid met toendravegetatie. Aan zuidzijde van het kleinere meer stromen de grote rivieren Tenynvaam, Arenajvaam en Kynetljoevejem in, die aan de monding een moerassige delta vormen. Aan oostzijde van het grote meer stroomt het riviertje Tetkuulvaam (Tetkoeoelvaam) in.
In de lagune komen veel Myoxocephalus quadricornis (een zeedonderpadsoort) voor.